# Арденица
„Рождество на Пресвета Богородица“ (на албански: Manastiri Lindja e Hyjlindëses Mari; на гръцки: Ιερά Μονή Γεννήσεως Θεοτόκου Αρδευούσης) или Манастир Арденица (на албански: Manastiri i Ardenices) е единственият действащ манастир на Албанската православна църква. Намира се на 10 км северно от Фиер в окръг Люшня, област Фиер.
Над притвора е изобразен Страшният съд, са изографисани Свети Седмочисленици, Йоан Владимир, Йоан Кукузел и Карло Топия.
Местоположението на манастира на хълм в южната част на Музакия открива гледка към Круя с Дайти, Томор, Караваща с Адриатика, Канали – на юг.

## История
Манастирът е издигнат от византийския император Андроник II Палеолог през 1282 г. в чест на победата на възстановената Палеологова Византия над Кралство Сицилия в битката под Берат.
На мястото се е намирал още в античността храм на Артемида, откъдето и етимологията Арденица.
През X век, на мястото на езическия храм е построен храм на Света Троица.
На 21 юли 1451 г. Скендербег се венчава в манастира за Доника Кастриоти. На това паметно събитие присъстват всички участници в т.нар. лежка лига, в т.ч. и представители на Неаполитанското кралство, Венецианската република и република Рагуза.
През 1743 г. по инициатива на бератския епископ Методий манастирът е преустроен и разширен. От това време са и фреските дело на братята-зографи Атанас и Костадин (родом от Корча) . През 1780 г. в манастира е открита школа за обучение на православни свещеници, преобразувана в 1817 г. в гимназия.
Свещеникът Марко от Арденица намира костите на свети Козма Етолийски в река Семани, мощи от който се съхраняват в костницата.
През 1932 г. изгаря цялата манастирска библиотека, която съхранява около 32 000 книги, предимно ръкописи.
През 1957 г. в манастира е заточен епископ Ириней Бануши. През 1967 г. манастира е затворен, като от разрушаване го спасява само обстоятелството, че в него се е венчал Скендербег.. През 1969 г. достъпа до Арденица е напълно закрит, а през 1988 г. рушащата му се сграда е реконструирана, като манастирските помещения са обърнати в нещо като хостел.
През 1992 г. Арденица е върната на Албанската православна църква. През 2015 г. се обитава само от един монах.